# Annika Sörenstam
Annika Sörenstam (Bro kraj Stockholma, Švedska, 9. listopada 1970.) umirovljena je švedsko-američka profesionalna igračica golfa. Smatra se jednom od najboljih igračica golfa u povijesti.
Prije nego što se povukla iz natjecateljskog golfa na kraju sezone 2008., osvojila je 90 međunarodnih turnira kao profesionalka, što ju je učinilo najuspješnijom golfericom. Osvojila je 72 službena LPGA turnira, uključujući deset velikih turnira i 18 drugih turnira na međunarodnoj razini, a na vrhu je popisa zarade s 22 milijuna dolara - više od 2 milijuna dolara ispred svoje najbliže suparnice unatoč tome što je igrala na 149 susreta manje. Od 2006. ima dvojno državljanstvo SAD-a i Švedske.
Annika Sörenstam rođena je u gradu Bro blizu Stockholma u Švedskoj. Njezin otac Tom bio je umirovljeni direktor IBM-a, a majka Gunila radila je u banci. Njezina mlađa sestra Charlotte je profesionalna igračica golfa koja trenira u sestrinoj akademiji. Annika i Charlotte Sörenstam jedine su dvije sestre, koje su obje osvojile milijun dolara na LPGA.
Annika je dobitnica rekordnih osam nagrada za igračicu godine i šest trofeja Vare, koji se dodjeljuju LPGA igraču s najnižom prosječnom ocjenom sezone. Ona je jedina golferica, koja je pobijedila 59 igračica u natjecanju. Postigla je razne rekorde svih vremena, uključujući najnižu ocjenu sezone: 68,6969 - 2004. godine.
Predstavljajući Europu na Solheim Cupu u osam navrata između 1994. i 2007., Sörenstam je bila najbolja svih vremena, sve dok Engleskinja Laura Davies nije oborila rekord na Solheim Cupu 2011. godine.
Godine 2003. Sörenstam je igrala na turniru „Bank of America Colonial Tournament”, postavši prva žena koja je igrala na PGA Tour turniru od 1945. godine.